# Tryphon seminiger
Tryphon seminiger är en stekelart som beskrevs av Cresson 1864. Tryphon seminiger ingår i släktet Tryphon och familjen brokparasitsteklar. Inga underarter finns listade i Catalogue of Life.